# Tripyla pygmaea
Tripyla pygmaea är en rundmaskart. Tripyla pygmaea ingår i släktet Tripyla och familjen Tripylidae. Inga underarter finns listade i Catalogue of Life.